# جاي جويدينجير
جاي جويدينجير (بالإنجليزية: Jay Guidinger)‏ مواليد 18 أغسطس 1969 في ميلواكي، هو لاعب كرة سلة أمريكي سابق. حمل الرقم 54. يبلغ طوله 6 قدم 10 بوصة (2.1 م). لعب مع كليفلاند كافالييرز في الدوري الأمريكي لكرة السلة للمحترفين.

## روابط خارجية
- جاي جويدينجير على موقع إن بي أي (الإنجليزية)
- جاي جويدينجير على موقع سبورتس رفرنس (الإنجليزية)
- جاي جويدينجير على موقع ريلجم (الإنجليزية)
- جاي جويدينجير على موقع بروبوليرز (الإنجليزية)